# Komlós (Rahói járás)
Komlós (ukránul: Хмелів [Hmeliv]) falu  Ukrajnában, Kárpátalján, a Rahói járásban. 

## Földrajz
Rahótól délre, a Tisza és a Visó egyesülésénél fekszik.

## Története
A 19. század elején települt helység. Első írásos említése 1824-ből származik Chmeli néven. Neve ruszin eredetű, a komló növénynévből ered. 1861-ben híd épült itt a Tiszán, ami megnövelte az addig csak néhány házból álló telep jelentőségét. 1904-ben, az országos helységnévrendezés során nevét tükörfordítással Komlósra magyarosították.
A trianoni békeszerződés előtt Máramaros vármegye Tiszavölgyi járásához tartozott, Terebesfejérpatak külterületi lakott helyeként. 1910-ben 292 lakosából 280 ruszin, 33 magyar anyanyelvű volt; vallását tekintve pedig 280 görögkatolikus és 12 izraelita.
Korábban Terebesfejérpatak külterületi lakott helye volt, 2020-ig közigazgatásilag is hozzá tartozott.

## Népesség
| 1910 | 292 |
| 2001 | 426 |

A népesség anyanyelv szerinti megoszlása a teljes népesség %-ában (2001)